# Đậu phụ

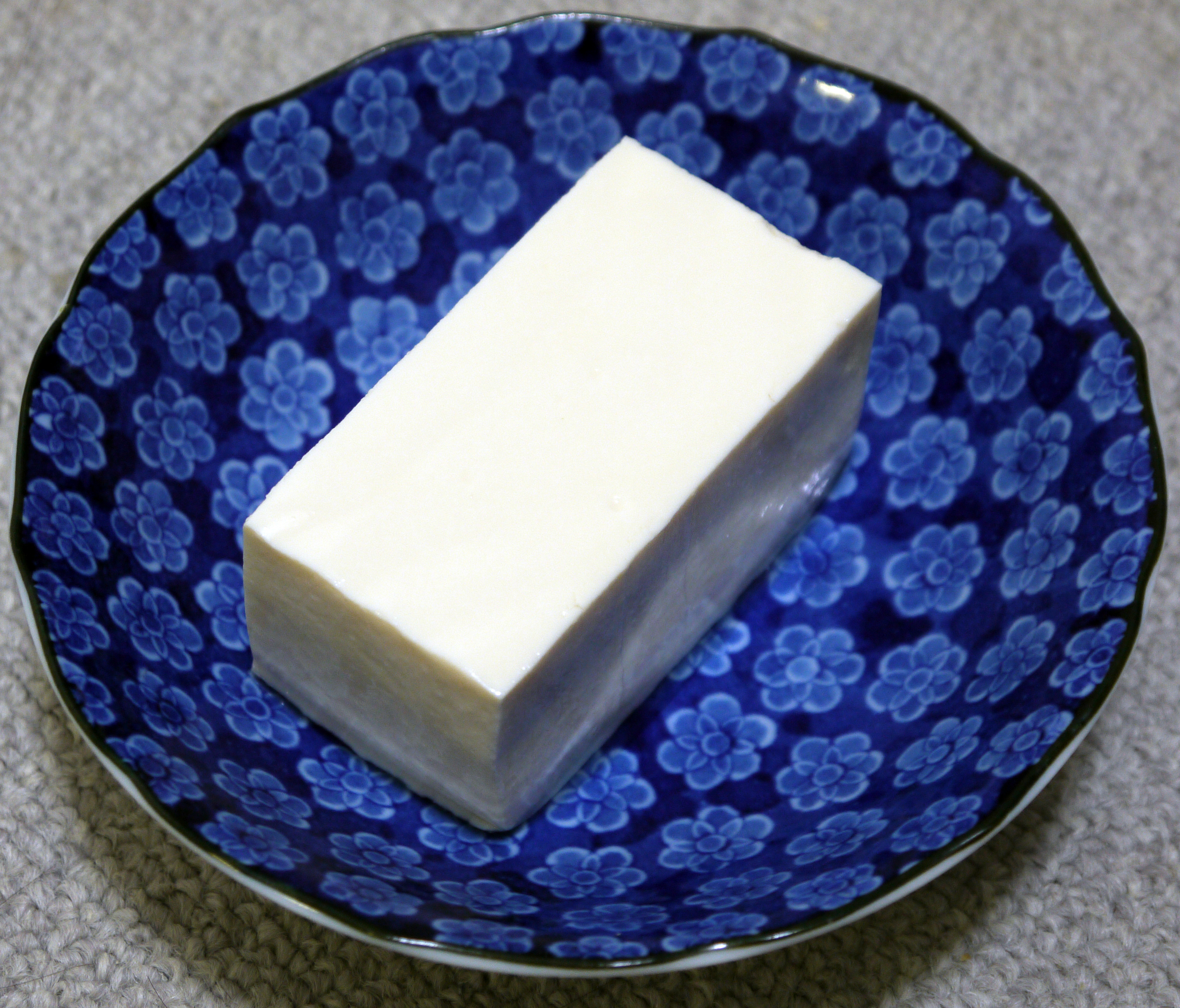
Một đĩa đậu phụ được hấp chín

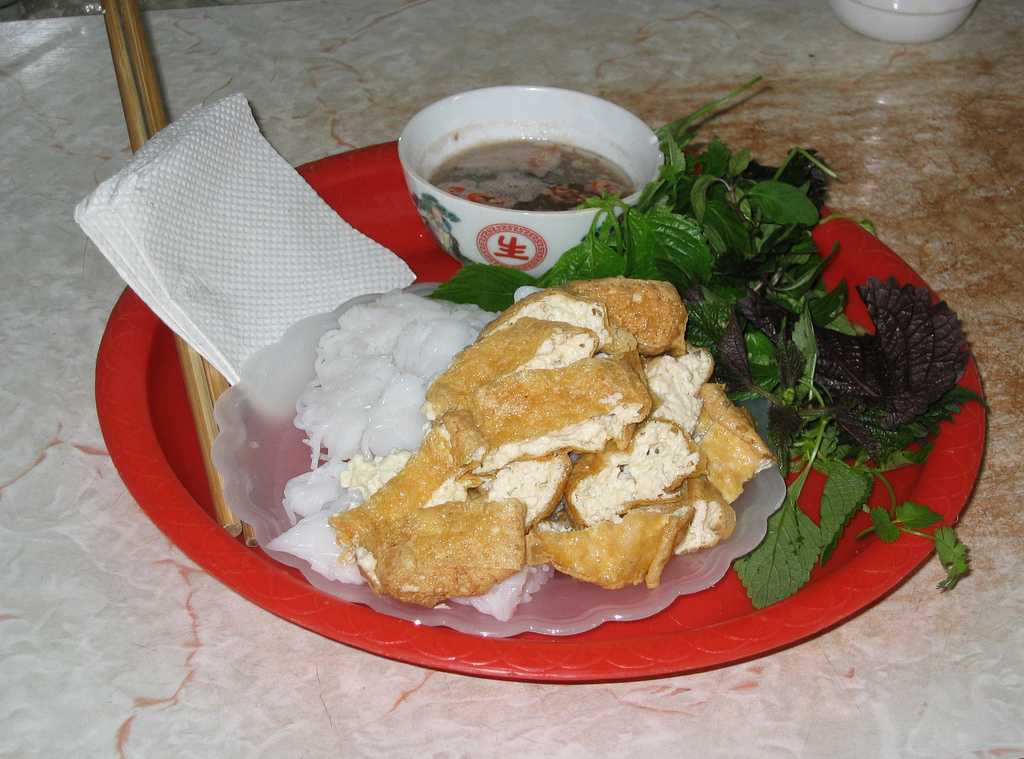
Món bún đậu mắm tôm

Đậu phụ còn gọi là đậu hũ, tàu hủ, đậu rán (tiếng Trung: 豆腐, bính âm: Dòufu) là một món ăn được làm từ đậu nành phổ biến ở các quốc gia Đông Á và Đông Nam Á, được cho là có nguồn gốc từ Trung Quốc.

## Thành phần dinh dưỡng
- Theo nghiên cứu, trong đậu nành có đầy đủ các amino acid thiết yếu, do đó là loại thực phẩm đạm hoàn chỉnh. Vì vậy, đậu hũ được làm từ đậu nành cũng có khả năng cung cấp đầy đủ các amino acid thiết yếu cho cơ thể.[4]
- Mặc dù có rất nhiều tác dụng tốt cho cơ thể, nhưng khi ăn cũng phải để ý do nguyên liệu là đậu nành, có chứa chất paponin chất này bài tiết Iod trong cơ thể, nếu ăn nhiều trong một thời gian dài thì rất dễ dẫn đến thiếu Iod.

## Một số biến thể đậu phụ
Ngoài đậu phụ thông thường phổ biến với đậu phụ Mơ (Hà Nội) nổi tiếng còn có đậu phụ nhự đậu phụ thối ở vùng Lào Cai, Lai Châu như Tà Chải, Sin Súi Hồ, Sìn Hồ... Đậu phụ nướng ở vùng Văn Lâm (Hưng Yên), đậu phụ chao ở Thông Huề (Cao Bằng)...